# 吶喊男孩 WAO! / 朋友就是朋友!
「吶喊男孩 WAO! / 朋友就是朋友!」（雄叫びボーイ WAO! / 友達は友達なんだ!）是日本的女子偶像組合Berryz工房的第22張单曲。2010年3月3日由PICCOLO TOWN发售。

## 概要
- 「吶喊男孩 WAO! / 朋友就是朋友!」是Berryz工房第三張2A單曲。
- 「吶喊男孩 WAO!」是動畫「閃電十一人」的片尾曲
- 此單曲有4個版本，分別有「初回生産限定盤A - C」和「CD ONLY」。「初回生産限定盤A」收錄了「吶喊男孩 WAO!」的PV；「初回生産限定盤B」收錄了「朋友就是朋友!」的PV。
- 在3月15日於公信榜单曲週排行榜取得第3位，亦是Berryz工房首張能連續2周的銷量排名TOP 10的單曲。

## 收錄内容

### CD（初回生産限定盤A - C 、 CD ONLY）
CD
1. 吶喊男孩 WAO!
（作詞・作曲：淳君 編曲：オダクラユウ）
2. 朋友就是朋友!
（作詞・作曲：淳君  編曲：オオバコウスケ）
3. 吶喊男孩 WAO!(Instrumental)
4. 朋友就是朋友!(Instrumental)

### DVD（初回生産限定盤A）
1. 吶喊男孩 WAO!（Close-up Ver.）

### DVD（初回生産限定盤B）
1. 朋友就是朋友!（Dance Shot Ver.）